# Arnoliseus graciosa
Arnoliseus graciosa är en spindelart som beskrevs av Braul, Lise 2002. Arnoliseus graciosa ingår i släktet Arnoliseus och familjen hoppspindlar. Inga underarter finns listade i Catalogue of Life.